# I simulacri (Vernor Vinge)
I simulacri (The Cookie Monster) è un racconto di fantascienza di Vernor Vinge del 2003, vincitore del premio Hugo nel 2004 nella categoria miglior romanzo breve.

## Trama
Dixie Mae è una ragazza al suo primo giorno di lavoro per la società di software della Silicon Valley LotsaTech. Il suo compito è di fornire assistenza tecnica via e-mail ai clienti, ma ad un certo punto riceve un messaggio che sembra uno scherzo volgare ai suoi danni da parte di uno sconosciuto. Turbata da riferimenti contenuti nella e-mail a fatti della sua giovinezza mai raccontati a nessuno, la ragazza inizia ad indagare seguendo quelli che sembrano indizi lasciati deliberatamente dal misterioso mittente. L'indagine la porta presso altri reparti della apparentemente sconfinata sede dell'azienda dove coinvolgerà altre persone in una catena di indizi e sospetti sempre più inquietanti.
Alla fine Dixie troverà il mittente della e-mail e scoprirà che lui, tutte le persone incontrate fino a quel momento e lei stessa non sono persone reali, ma simulazioni software delle persone che credono di essere. Il test di selezione effettuato dall'azienda per assumerli era in realtà un pretesto per fare illegalmente una copia della loro personalità e ottenere dei simulacri con le memorie e le capacità di esseri umani, ma in grado di lavorare alla velocità di un programma per computer. Inoltre, mentre degli esseri umani si stancano presto di lavori ripetitivi come quello del call center, le simulazioni possono essere riavviate periodicamente, dando loro l'illusione di essere sempre al primo giorno di lavoro o alla prima settimana.

## Edizioni
- Vernor Vinge, I simulacri, traduzione di Gianluigi Zuddas, collana Odissea Fantascienza n° 1, Delos Books, 2005,  p. 128, ISBN 88-89096-23-3.